# Fundația (serial)
Fundația (în engleză Foundation) este un serial de televiziune american științifico-fantastic creat de David S. Goyer și Josh Friedman pentru Apple TV+, bazat pe seria de cărți cu același nume de Isaac Asimov. Fundația a avut premiera la 24 septembrie 2021.

## Premiză
Baza literară a serialului a fost ciclul de romane Fundația de Isaac Asimov. Are loc în Imperiul Galactic, care cuprinde întreaga Cale Lactee. Omul de știință Hari Seldon prezice moartea acestui stat și creează organizația "Fundația", care va trebui să recreeze civilizația după această catastrofă.

## Distribuție
- Jared Harris - Hari Seldon
- Diverse clone ale împăratului Cleon[2]
  - Lee Pace ca fratele Day (Cleon XII)[2]
  - Cassian Bilton ca fratele Dawn (Cleon XIII)[2]
  - Terrence Mann ca fratele Dusk (Cleon XI)[2]
- Lou Llobell - Gaal Dornick
- Leah Harvey - Salvor Hardin
- Laura Birn - Eto Demerzel
- Alfred Enoch - Raych Seldon
- Alexander Siddig - Avocat Xylas

## Episoade
| Nr. | Titlu                       | Regizat de       | Scris de                       | Data lansării      |
| --- | --------------------------- | ---------------- | ------------------------------ | ------------------ |
| 1 | „The Emperor's Peace”       | Rupert Sanders   | David S. Goyer & Josh Friedman | 24 septembrie 2021 |
| Gaal Dornick își părăsește viața de pe planeta Synnax atunci când cel mai mare matematician al galaxiei, Hari Seldon, o invită pe Trantor, capitala Imperiului Galactic.                                          |                             |                  |                                |                    |
| 2 | „Preparing to Live”         | Andrew Bernstein | Josh Friedman & David S. Goyer | 24 septembrie 2021 |
| Fundația începe o călătoria lungă către planeta Terminus în timp ce Gaal și Raych se apropie unul de celălalt. Imperiul se confruntă cu o decizie dificilă după distrugerea liftului spațial al planetei Trantor. |                             |                  |                                |                    |
| 3 | „The Mathematician's Ghost” | Alex Graves      | Olivia Purnell                 | 1 octombrie 2021   |
| Fratele Dusk reflectă asupra moștenirii sale în timp ce se pregătește pentru ascensiune. Fundația ajunge pe Terminus și găsește un obiect misterios.                                                              |                             |                  |                                |                    |
| 4 | „Barbarians at the Gate”    |                  | Lauren Bello                   | 8 octombrie 2021   |
| 5 | „Upon Awakening”            |                  | Leigh Dana Jackson             | 15 octombrie 2021  |
| 6 | „Death and the Maiden”      |                  | Marcus Gardley                 | 22 octombrie 2021  |
| 7 | „Mysteries and Martyrs”     |                  | Caitlin Saunders               | 29 octombrie 2021  |
| 8 | „The Missing Piece”         |                  | Sarah Nolen                    | 5 noiembrie 2021   |
| 9 | „The First Crisis”          |                  | Victoria Morrow                | 12 noiembrie 2021  |
| 10 | „The Leap”                  |                  | David S. Goyer                 | 19 noiembrie 2021  |